# 克罗斯比龙属
克羅斯比龍（學名：Crosbysaurus）是種分類未定的主龍形下綱動物，最初被認為是種原始鳥臀目恐龍，目前只有發現牙齒。克羅斯比龍生存於三疊紀晚期的德克萨斯州。